# ماردي جيليارد
مارشون جيليارد ( من مواليد 2 ديسمبر 1986) هو لاعب كرة قدم أمريكي . وهو حاليا لاعب حر اي غير مقيد بعقد.

## المذكرات و المراجع
1. ↑  Pro Football Reference (بالإنجليزية), Sports Reference, LLC, QID:Q7246590